# Li Shida

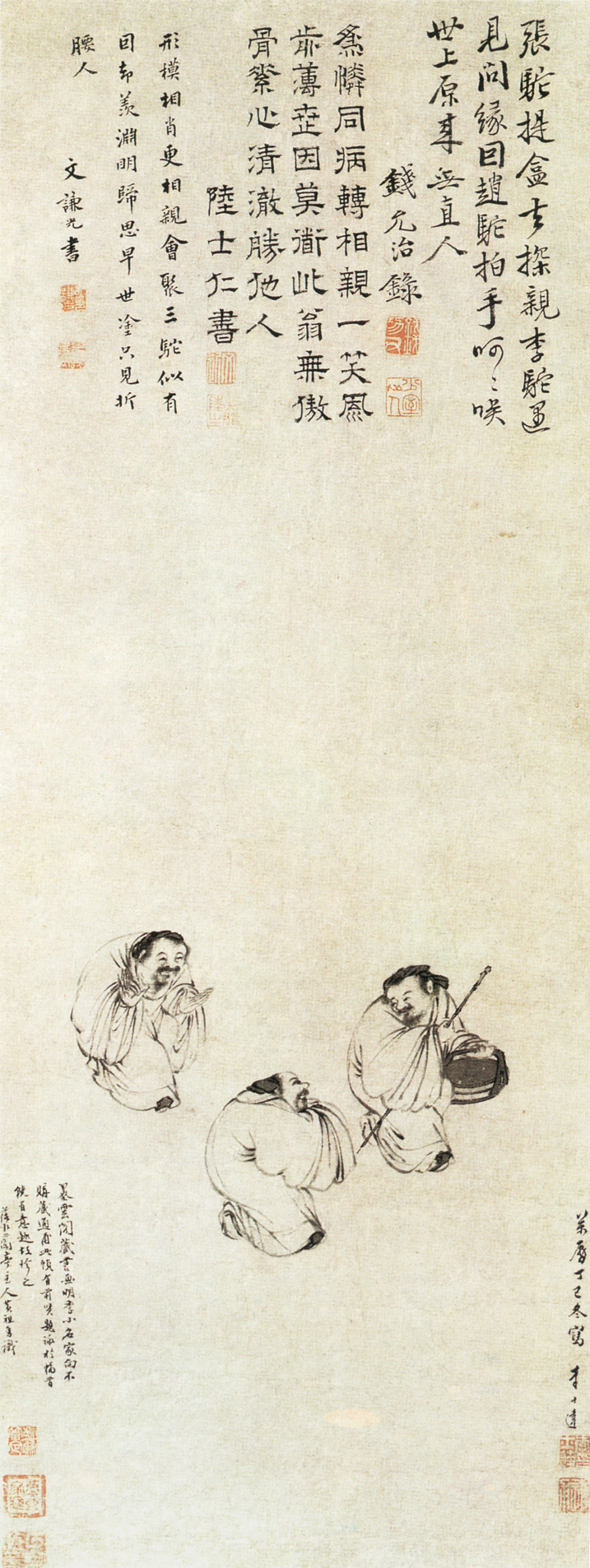
Els tres geperuts”, Museu del Palau de Pequín

Li Shida (xinès simplificat: 李士达; xinès tradicional: 李士達; pinyin: Lǐ Shìdá) fou un pintor xinès que va viure sota la dinastia Ming. No es coneixen les dates del seu naixement ni de la seva mort (fl 1580–1620). Era originari de Suzhou, província de Jiangsu. Va aconseguir superar el Jinshi (examen imperial) durant el regnat de l'emperador Wanli.

## Obra pictòrica
Li va destacar com a pintor de paisatges i figures, influenciat per l'Escola de Wu. La seva obra mostra diversos estils i temes. Feia servir el pinzell amb tinta i amb poc color. Amb fibres de cànem, retorçant-les, aconseguint la representació de roques. Sovint la composició de les seves pintures paisatgístiques es dividia en tres seccions, separant la part inferior i la superior per mitjà de l'aigua. L'estil personal en la seva pintura de figures va inspirar el seu contemporani Sheng Maoye.
Els deixebles dels pintors de Suzhou es van dividir en dues tendències: una era continuadora de la pintura dels lletrats i l'altra, la “vulgaritzadora” (amb Li Shida, Zhang Hong i Huang Shangtong) estava influenciada pel folklore.
Entre les obres que es conserven cal mencionar entre altres: “Lotus propici”, “Els tres geperuts”, “Reunió del grup de Kengshe”, “Escoltant el vent entre els pins”, “Any Nou en el poble del Llac de Pedra” i “Mirant des del pavelló de la muntanya”.